# Юфферманс, Кес
Корнелис Теофиллус Якобюс (Кес) Юфферманс (нидерл. Cornelis Theophillus Jacobus "Cees" Juffermans; род. 10 февраля 1982) — нидерландский шорт-трекист, трёхкратный призёр чемпионата Европы по шорт-треку 1999, 2001 и 2005 года. Участник зимних Олимпийских игр 2002 и 2006 года.

## Спортивная карьера
Кес Юфферманс родился в поселении Стомпвейк, провинция Южная Голландия. С детства занимался на базе клуба «IJsclub Nut en Vermaak». В 2016 году был избран новым председателем Комитета спортсменов KNSB. Женат на бывшей голландской шорт-трекистке — Лисбет Мау Асам.
Первую медаль на соревновании международного уровня Юфферманс выиграл на чемпионате Европы по шорт-треку 1999 года в голландском городе — Гаага. В забеге на 1000 м Кёйс с результатом 1:31.226 завоевал серебряную медаль, уступив первенство сопернику из Франции (1:30.842 — 1-е место), обогнав при этом немецкого спортсмена (1:31.322 — 3-е место).
Последнюю медаль в свой актив Юфферманс выиграл на чемпионате Европы по шорт-треку 2005 года в итальянском — Турине. В эстафете на 5000 м голландские конькобежцы с результатом 7:13.490 завоевали серебряные медали, уступив первенство соперникам из Германии (7:07.874 — 1-е место), но обогнав конкурентов из Украины (7:15.877 — 3-е место).
На зимних Олимпийских играх 2002 года в Солт-Лейк-Сити Юфферманс был единственным голландским участником представленным в забегах на 500, 1000 и 1500 м. На зимних Олимпийских играх 2006 года в Турине Юфферманс был заявлен для выступления на 500, 1000 и 1500 м.